# 久富聯合會
三代目久富聯合會，本部事務所位於京都府宮津市，日本的指定暴力團（犯罪組織）・六代目山口組的3次團體。上部團體倭和會。

## 略史
久富聯合會原本是在日本舞鶴市的地方角頭組織，之後加入大日本平和會傘下，1997年大日本平和會解散，為五代目山口組中野會吸收納入傘下。2005年8月7日 中野會解散後，移籍盛力會。2009年2月、盛力健兒「除籍」處分，盛力會解散，原盛力會副會長飯田倫功重整勢力，接收引繼原盛力會地盤成立了倭和會。久富聯合會納入倭和會傘下。

## 歷代會長
- 初代目久富幸雄
- 二代目足立英明（盛力會組織委員長）
- 三代目唐橋嚴（倭和會舍弟頭）

## 最高幹部
- 會長唐橋嚴（倭和會舍弟頭）